# فرودگاه اربورگ
فرودگاه اربورگ (به انگلیسی: Arborg Airport) یک فرودگاه همگانی است که یک باند فرود چمن دارد و طول باند آن ۷۶۲ متر است. این فرودگاه در کشور کانادا قرار دارد و در ارتفاع ۲۳۳ متری از سطح دریا واقع شده‌است.